# Magliano Sabina
Magliano Sabina – miejscowość i gmina we Włoszech, w regionie Lacjum, w prowincji Rieti.
Według danych na rok 2004 gminę zamieszkiwały 3692 osoby, 85,9 os./km².